# Fundación Taiwán por la Democracia
La Fundación Taiwán para la Democracia (TFD; en chino tradicional, 財團法人臺灣民主基金會; pinyin, Cáituán Fǎrén Táiwān Mínzhǔ Jījīnhuì; pe̍h-ōe-jī, Châi-thoân Hoat-jîn Tâi-oân Bîn-chú Ki-kim-hōe) es una organización sin fines de lucro con sede en Taipéi. Originalmente propuesto por el Ministerio de Relaciones Exteriores de la República de China (Taiwán), el propósito de la fundación es promover la democracia en todo el mundo. La Fundación se estableció en junio de 2003 como una organización no partidista y sin fines de lucro.

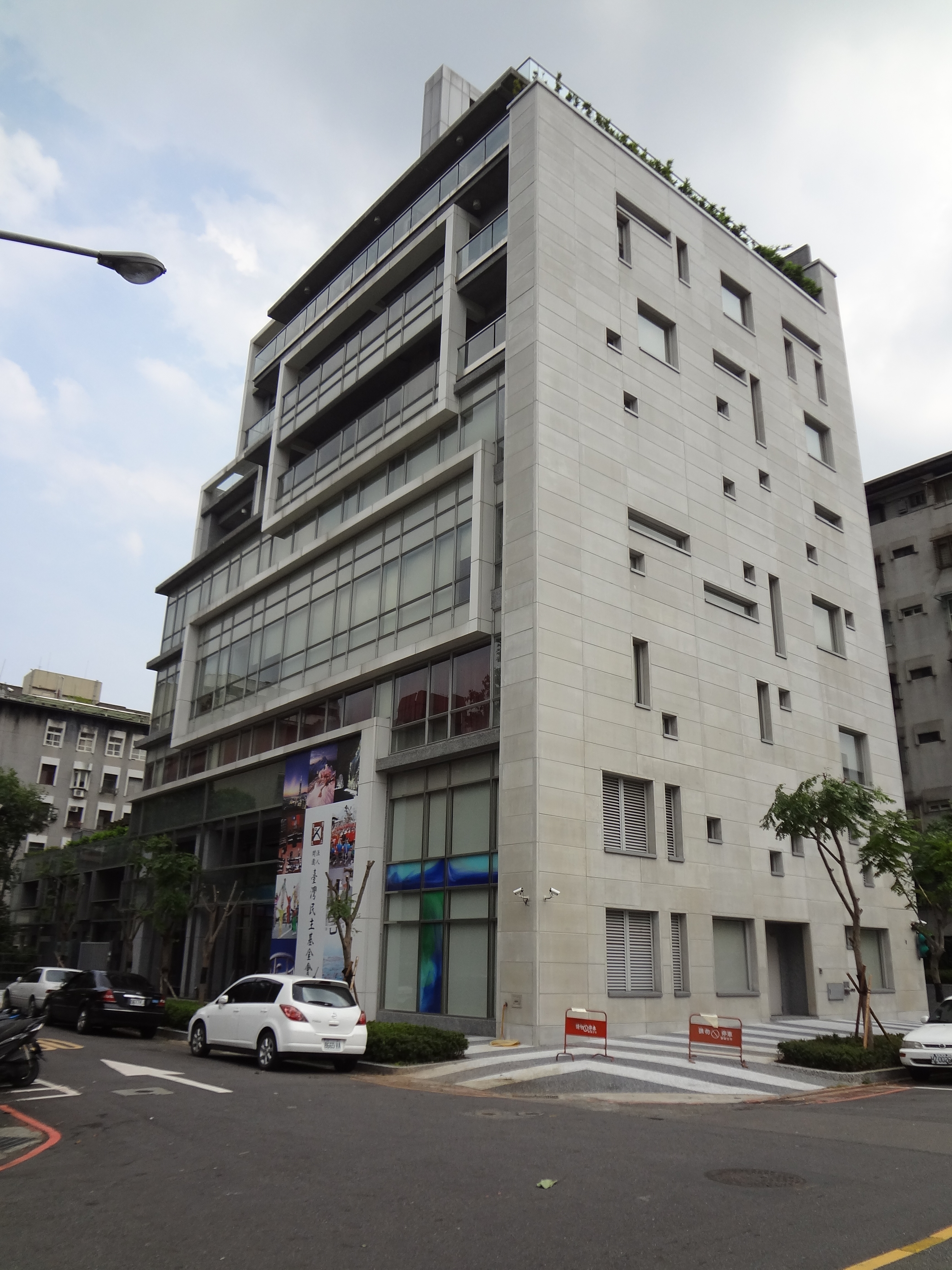
Fundación Taiwán para la Democracia

La fundación fue uno de los mayores donantes de la Fundación Conmemorativa de las Víctimas del Comunismo, donando US $ 1 millón para la construcción del Monumento a las Víctimas del Comunismo en Washington D. C..
El 9 de noviembre de 2009, el TFD dio a conocer un segmento del Muro de Berlín para conmemorar el vigésimo aniversario de la caída del Muro de Berlín como símbolo de la búsqueda de la democracia global.

## Estructura organizativa
- Secretaría
- Departamento de Investigación y Desarrollo
- Departamento de Cooperación Internacional
- Departamento de Asuntos Internos
- Asia-Pacífico Democracy Resource Center

## Publicaciones
TFD publica el semestral Taiwan Journal of Democracy(TJD, ISSN 1815-7238), una revista arbitrada para el estudio de la política democrática, especialmente el desarrollo democrático en Taiwán y otras democracias asiáticas.
TFD también publica en inglés el Informe anual de derechos humanos de China, Taiwan Democracy Quarterly en chino mandarín con una edición en inglés prevista para finales de 2018, entre otras publicaciones.